# Kyros den yngre
Kyros den yngre, död 401 f.Kr., var en persisk prins och furste i Iran.
Kyros var son till Dareios II och hans gemål Parysatis, och sändes omkring 408 f.Kr. av sin far till Mindre Asien som satrap i Sardes och överbefälhavare över stridskrafterna i Mindre Asien. Vid faderns död 404 f.Kr. gjorde han, understödd av sin mor, ett försök att utestänga sin äldre bror, Artaxerxes från tronföljden men planen röjdes. Kyros fängslades och räddades från döden endast genom sin mors böner. Återvänd till Mindre Asien, beredde sig Kyros till kamp mot brodern, värvade ett stort antal grekiska legotrupper och började 401 f.Kr. en frammarsch, som samma år slutade med slaget vid Kunaxa där Kyros stupade. En av de medföljande grekerna var Xenofon, vars Anabasis är främsta källan till kunskapen om Kyros.